# Трансджендър
Трансджендър (Transgender; от латински: trans „през“ и от английски: gender „пол“) са хора, чиято полова идентичност не отговаря на телесния им пол и на пола, който им е приписан при раждането. Трансполовите хора могат да имат полова роля, противоположна на приписаната им при раждането (напр. транс жени и транс мъже), или да имат полова роля, която да не отговаря на бинарната полова система мъж-жена, като например трети пол, интерсексуални, куиър и аполови хора.
Трансполовостта е изцяло различна и независима от сексуалната ориентация: трансполовите хора може да бъдат хетеросексуални, хомосексуални, бисексуални, пансексуални, асексуални и други видове сексуални ориентации или може да предпочитат да не налагат термини на предпочитанията си. Терминът „трансджендър“ или „трансполовост“ може да се отнася и за личности, които не се вписват в стереотипите за пол, определяни като мъжки и женски. Хора, които не са трансполови, т.е. при които половата роля отговаря на пола, който им е приписан при раждането, се наричат „цисджендър“ или „цисполови“. За разлика от трансполовите хора, интерсексуалните хора са родени с полови белези, които „не отговарят на традиционните представи за мъжко или женско тяло“.
Много трансполови хора преминават през период на личностно развитие, който включва процес на по-добро разбиране на собствения си образ, самооценка и изразяване. Степента, до която хората се чувстват в синхрон със своя външен вид и приемат своята истинска полова идентичност, се нарича полова съгласуваност. Чувството за липса на синхрон между половата идентичност и външния вид се нарича полова дисфория. За облекчението на половата си дисфория, която много, но не всички, трансполови хора изпитват, много от тях търсят медицински решения като хормонотерапия, операции за смяна на пола и психотерапия. Не всички трансполови хора търсят подобни медицински намеси, а някои не могат да си ги позволят по финансови или здравни причини. Някои хора, преминали през операции за промяна на пола, предпочитат термина „транссексуален/а“, но други смятат, че този термин е остарял.
Повечето трансполови хора по света са подложени на дискриминация на работото място, на обществени места, както и в здравеопазването. В световен мащаб, на много места законът не закриля трансполовите хора.

## Развитие на терминологията
Психиатърът Джон Ф. Оливън от Колумбийския Университет създава термина „трансджендър“ (в превод „трансполов“) през 1965 г. в научната си творба „Секусална хигиена и патология“. Оливън пише, че терминът, използван дотогава, „транссексуалност“, „е подвеждащ; всъщност се има предвид „трансполовост“, защото сексуалната ориентация не е водещ фактор за трансвеститизма.“. Терминът „трандсджендър“ е по-късно популяризиран с различаващи се определения от различни трансполови и транссексуални хора, както и от трансвестити, включително и Вирджиния Принс, която го използва в брой на списанието „Трансвестия“ от декември 1969 г. „Трансвестия“ е списание за кросдресъри, което Вирджиния публикува на национално ниво в САЩ. В средата на седемдесетте и „трансджендър“, и „транс хора“ са се установили като хиперними, а „трансджендърист“ се използва за хора, които живеят като противоположен пол без да се подлагат на процедури за промяна на пола. Към 1976 г., „трансджендърист“ се съкращава като ТГ в образователни материали.
Към 1984 г. вече съществува идеята за „трансджендър общество“, сред което „трансджендър“ се използва като хиперним. През 1985 г. Ричард Елкинс основава Trans-Gender Archive в Университета Ълстър. Към 1992 г. Международната Конференция по Трансполовото Право и Политика на Заетостта определя „трансджендър“ като широк хиперним, включващ „транссексуалисти, трансджендъристи, кросдресъри“ и хора, преминаващи през трансполов преход. Брошурата на Лесли Файнбърг от 1992 г. със заглавие „Трансджендър освобождение: Движение, чието време дойде“, определя „трансджендър“ като хиперним за всякакви видове поведение, което не се вписва в половите норми, и по този начин терминът става частичен синоним на „куиър“.
Терминът „транс мъже“ се отнася за мъже, на които им е приписан женски пол при раждането, но се самоопределят като мъже, а „транс жени“ – за жени, чийто приписан пол при раждането е бил мъжки, но които се самоопределят като жени. И в двата случая не е задължително човекът да е преминал през процедури за промяна на пола. Ръководсва за здравни лица, професионални ръководства по журналистика, както и групи, защитаващи правата на ЛГБТИ+ хората, препоръчват използването на името и личните местоимения, които въпросният човек е избрал за себе си, включително и когато говорим в минало време. Много групи също отбелязват, че термините „трансджендър/трансполов човек“ в днешно време би трябвало да се използват като прилагателно, а не съществително (напр. „Сашо е трансполов човек.“, а не „Сашо е трансполов.“), като по този начин се набляга на хуманистичен поглед към трансполовите хора, а не тяхното определение като болни.
В България дълги години се налага терминът „трансвестит“ в изменената си форма „травестит“. В повечето случаи употребата на думата „травестит“ е с отрицателно значение и дори се счита за обида. ЛГБТ организациите в България обикновено използват „трансджендър“, „трансполовост“ или просто „транс“.
Хора, които не са трансполови, т.е. при които половата роля отговаря на пола, който им е приписан при раждането, се наричат „цисджендър“ или „цисполови“.

## Други категории идентичности
Половата идентичност на транс жените и транс мъжете е противоположна на приписания им пол и тези две идентичности са в ядрото на хипернима „трансджендър“ или „трансполов“. Освен тях обаче в хипернима се включват и няколко други категории или идентичности. Сред тези идентичности са такива, които не са непременно и само мъжествени или женствени като например андрогинност, биджендър, панджендър, аджендър, джендър куиър и трети пол (някои източници и в някои общества трансполовата идентичност се смята за трети пол). Понякога кросдресърите и трансвеститите се включват в най-широкото определение на хипернима „трансджендър“, но обикновено биват изключени заедно с хора с трансвеститски фетишизъм (който се свързва с вид парафилия, а не с половата идентичност) и драг куийнс и драг кингс (които се обличат като друг пол с цел развлекателно представление).
Интерсексуалните хора са отделна категория от трансполовите хора, въпреки че някои от тях може и да бъдат трансполови.

### Транссексуалност
Транссексуалните хора определят себе си и желаят да живеят и бъдат приемани от обществото като представители на противоположния на техния пол по рождение. Много от транссексуалните хора желаят също така да променят и телата си в съответствие с пола, към който се самоопределят. Подобни физически промени са известни под общото название терапия за промяна на пола, която основно включва приемане на хормони и операция за смяна на пола. Въпреки че съществуват редица генетични, хормонални и психологични теории, причините за транссексуалността все още не са известни.

### Трансвестизъм
„Трансвестит“ или „травестит“ е личност, която се облича в дрехи на противоположния пол. Терминът „травестит“ често съдържа определена негативната импликация. Трансвестизмът е концептуално различен от фетишисткия трансвестизъм, тъй като трансвеститския фетишизъм включва в себе си хора, които се обличат в дрехите на противоположния пол поради даден личен фетиш, докато при травеститите (кросдресърите) това не е така.

### Кросдресинг
Кросдресърите са хора, които поради различни мотиви се обличат в дрехите на представителите на противоположния пол. Не е задължително кросдресърите да определят себе си, да желаят да станат като или да подражават по поведение на представителите на противоположния пол. Също така те по принцип не желаят да се подлагат на терапия за промяна на пола и да променят телата си. Голяма част от кросдресърите определят себе си като хетеросексуални.

### Драг крале и драг кралици
„Драг“ (drag) е дума, която на английски език в ЛГБТ контекст се използва със значение на дрехите и грима, които се използват при специални случаи от хора, ангажирани в някаква шоу програма. Това е съществената разлика спрямо хората, които се „преобличат“ с цел, различна от това да забавляват дадена публика, или спрямо други трансджендър хора, които не винаги са драг кралици или кросдресъри, но биват често вписвани в тази група. Представленията на драг артистите засягат много въпроси, свързани с половата идентичност, и имат дълга история и традиция в ЛГБТ културата.
„Драг кралица“ (Drag Queen) се използва за драг артисти мъже, които представят себе си като жени, докато „драг крал“ (Drag King) – за драг артисти жени, представящи се като мъже.

### Джендър-куиър
Терминът „джендър-куиър“ (genderqueer) се отнася за идентичности, които не се вписват в половата бинарност и са извън циснормативността, които може да са аполови, андрогинни, биполови, панджендър, джендърфлуид (genderfluid, в пряк превод, с променлив пол) и които по определение не са изцяло мъжествени или женствени в израза на пола си. Биполовата и андрогинната идентичности донякъде се припокриват като категории. Биполовите хора може да виждат пола си като променящ се между мъжки и женски черти (джендърфлуид) или като едновременно и мъжки, и женски (андрогинен). От своя страна, андрогинните хора може да чувстват себе си отвъд полова идентичност или без такава (постджендър, аджендър), между полове (интерджендър), с променлив пол (джендърфлуид) или едновременно изразяващи няколко пола (панджендър). Определени ограничени форми на андрогинност, като например жени, носещи панталони, или мъже с обици, не се считат за признак на трансполовост. Джендър-куиър идентичностите нямат връзка със сексуалната ориентация на личността.

### Кросджендър
Хората, които живеят като кросджендър (cross-gender), винаги или почти винаги живеят като представители на противоположния на техния пол по рождение. Ако желаят да бъдат или определят себе си като представители на техния пол по рождение, то тогава те се наричат „кросдресъри“. Ако желаят да бъдат или определят себе си като представители на пола, с който те винаги или почти винаги живеят, то тогава те биват определяни като „транссексуални“. Терминът „трансджендър“ понякога се използва и за хора, които живеят като кросджендър без да се подлагат на операция за смяна на пола.

### Андрогинност
Андрогин е личност, която не се вмества изцяло в типичните за обществото полови роли. Андрогинната личност може да бъде определена като под-полова, между-полова, преминаваща между половете или напълно безполова. В миналото андрогинност се използвало като синоним на интерсексуалност, но подобна употреба в днешно време се смята за неправилна. Андрогинността може да се прояви както на физическо, така и на психическо ниво, като тя не зависи от пола по рождение и не се засяга единствено интерсексуалните хора. Има случаи на хора, които не определят себе си като андогинни, но имитират андрогинен външен вид. Подобни практики се наблюдават например в модата (жени, които носят мъжки панталони или мъже, които носят дамски обици), но те не се възприемат като трансполово поведение.

## Трансджендър и сексуална ориентация
Понятията полова идентичност и трансполовост са коренно различни от понятието сексуална ориентация. Трансджендър хората имат в общи линии същото многообразие от сексуални ориентации както не-трансджендър хората. В миналото понятията хомосексуален и хетеросексуален се използвали за трансполовите хора въз основа на техния пол по рождение. В съвременната литература обаче се предпочита употребата на изрази като привлечен(а) от мъже, привлечен(а) от жени, привлечен(а) от двата пола или от нито един пол, за да се опише нечия сексуална ориентация, без да се правят отпратки към конкретна полова идентичност.

## Трансджендър и транссексуалност
Транссексуалните хора, които определят себе си като трансджендър, посочват, че думата „трансджендър“ набляга най-вече на половата идентичност, а не на сексуалната ориентация. От друга страна, транссексуалните хора, които не определят себе си като трансджендър, отправят критики относно това, че подобен обобщаващ термин ги поставя в една маргинална позиция или че по този начин те биват смесвани с други трасполови идентичности. По този начин се стига до компромисен вариант с въвеждането на формата „транс“ (съкражение от „трансджендър“ и транссексуален"), с която се обозначават всички трансличности.